# Tucker (catch)
Pour les articles homonymes, voir Tucker.
Levi Rolla Cooper (né le 24 juillet 1990 à Clackamas, Oregon), est un lutteur et un catcheur (lutteur professionnel) américain. Il est principalement connu pour son passage à la World Wrestling Entertainment de 2013 à 2021 où il formait avec Otis l'équipe Heavy Machinery.

## Jeunesse et carrière de lutteur
Il a débuté dans le catch à la North Marion High School (Aurora, Floride) en amateur, jusqu'au niveau collégial où il a lutté à l'université de Portland, l'Université d'État de Californie à Bakersfield & l'Université de l'Arizona, où il a terminé 8e au championnat de lutte de la NCAA en 2011, ce qui lui a valu le statut d'All-American. Dans ce même université, il a obtenu un diplôme de comptabilité à l'école des affaires W. P. Carey.

## Carrière de catcheur

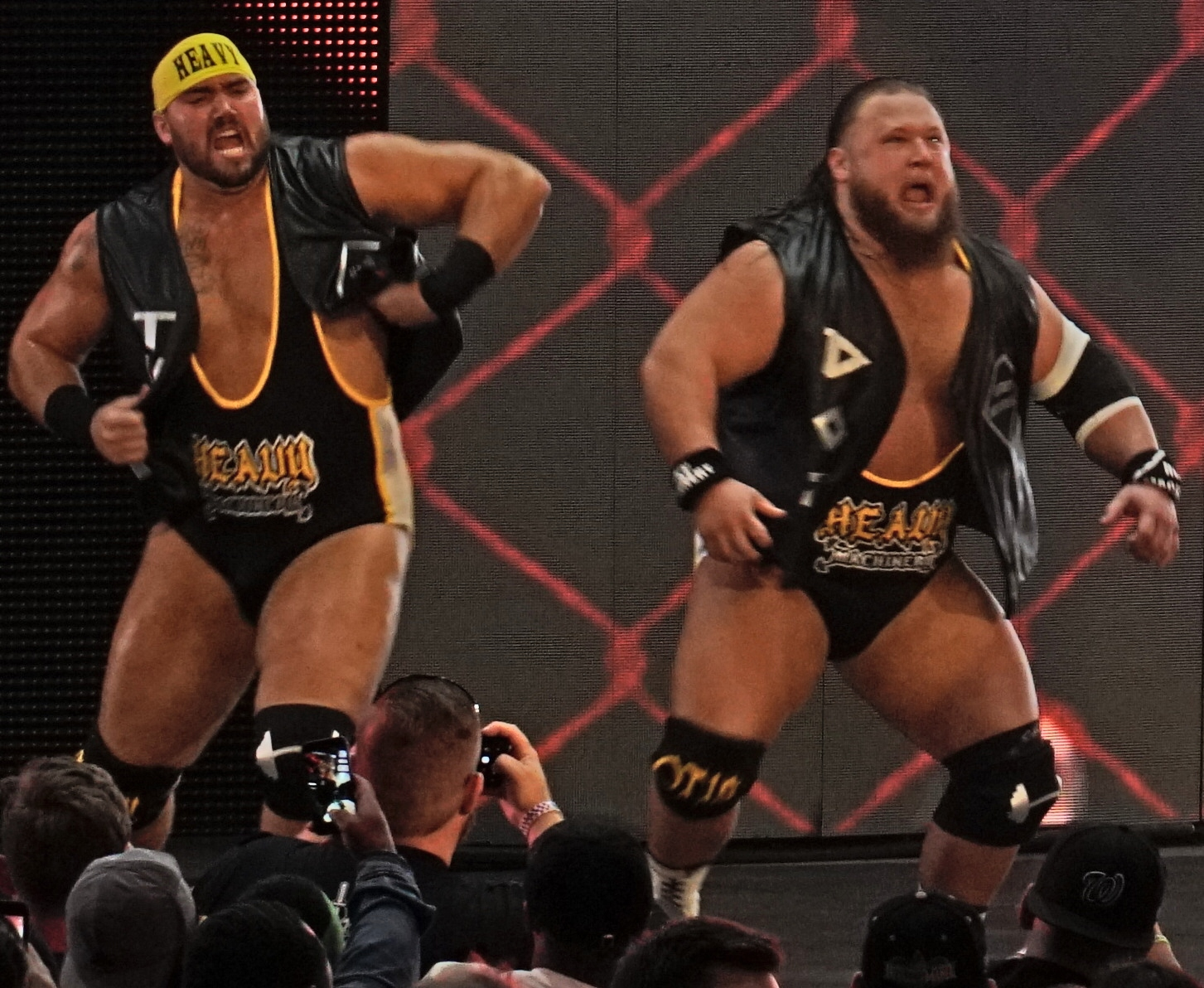
Otis Dozovic (droite) et Tucker Knight (gauche) au NXT TakeOver: New Orleans, en avril 2018.

### World Wrestling Entertainment (2013-2021)

#### Passage à laNXT(2013-2016)
En 2013, il rejoint la World Wrestling Entertainment après avoir quitté l'université, où il s'entraîne au Performance Center & prend comme nom de ring Tucker Knight. Le 24 janvier 2015, il fait ses débuts lors d'un Live Event de NXT face à Tye Dillinger, match qui se termine en No Contest. Le 1er juin 2015, il fait ses débuts à la télévision en tant que catcheur local, où il perd face à Baron Corbin, continuant à faire des apparitions en tant que catcheur local jusqu'en 2016.

#### Heavy Machinery (2016-2020)
Le 27 avril 2018 au Greatest Royal Rumble, il entre dans le Royal Rumble en 24e position, éliminant Drew Gulak, avant d'être sorti par Big E.
Le 21 janvier 2019 à Raw, le duo fait ses débuts dans le roster principal en battant The Ascension.
Le 7 avril lors du pré-show à WrestleMania 35, Otis et lui ne remportent pas la 6e Andre the Giant Memorial Battle Royal, au profit de Braun Strowman. Le 16 avril à SmackDown Live, lors du Superstar Shake-Up, ils sont transférés au show bleu.
Le 23 juin à Stomping Grounds, ils ne remportent pas les titres par équipe de SmackDown, battus par "The New" Daniel Bryan et Erick Rowan. Le 14 juillet à Extreme Rules, ils perdent un Triple Threat Tag Team Match face au New Day, qui inclut les anciens champions par équipe, "The New" Daniel Bryan et Erick Rowan, ne remportant pas les titres par équipe de SmackDown.
Le 31 octobre à Crown Jewel, ils ne remportent pas la coupe du monde par équipe de la WWE, éliminés du Tag Team Turmoil Match par le New Day.
Le 8 mars 2020 à Elimination Chamber, ils perdent l'Elimination Chamber Match face au Miz et John Morrison, qui inclut également les Usos, Robert Roode, Dolph Ziggler, le New Day et Lucha House Party, ne remportant pas les titres par équipe de SmackDown.
Le 13 octobre, il rejoint Raw, tandis que son équipier reste seul à SmackDown, séparant le duo.[réf. nécessaire] Le 25 octobre à Hell in a Cell, il effectue un Heel Turn en frappant Otis avec sa mallette, le faisant perdre face à son adversaire.

#### Retour en solo & renvoi (2020-2021)
Le 9 novembre à Raw, il ne remporte pas le titre 24/7, battu par Akira Tozawa dans un Fatal 7-Way Match. Après le combat, il devient champion 24/7 en effectuant le tombé sur Drew Gulak, mais le perd aussitôt sur un tombé de Gran Metalik.
Le 9 avril 2021 à SmackDown special WrestleMania, il ne remporte pas la Andre the Giant Memorial Battle Royal, gagnée par Jey Uso.
Le 15 avril 2021, la WWE annonce son renvoi.

## Palmarès
- World Wrestling Entertainment
  - 2 fois Champion 24/7 de la WWE

## Récompenses des magazines
- Pro Wrestling Illustrated

| Année | 2017 | 2018 | 2019 |
| ----- | ---- | ---- | ---- |
| Rang  | 404  | 255  | 179  |